# Manfred Wagner

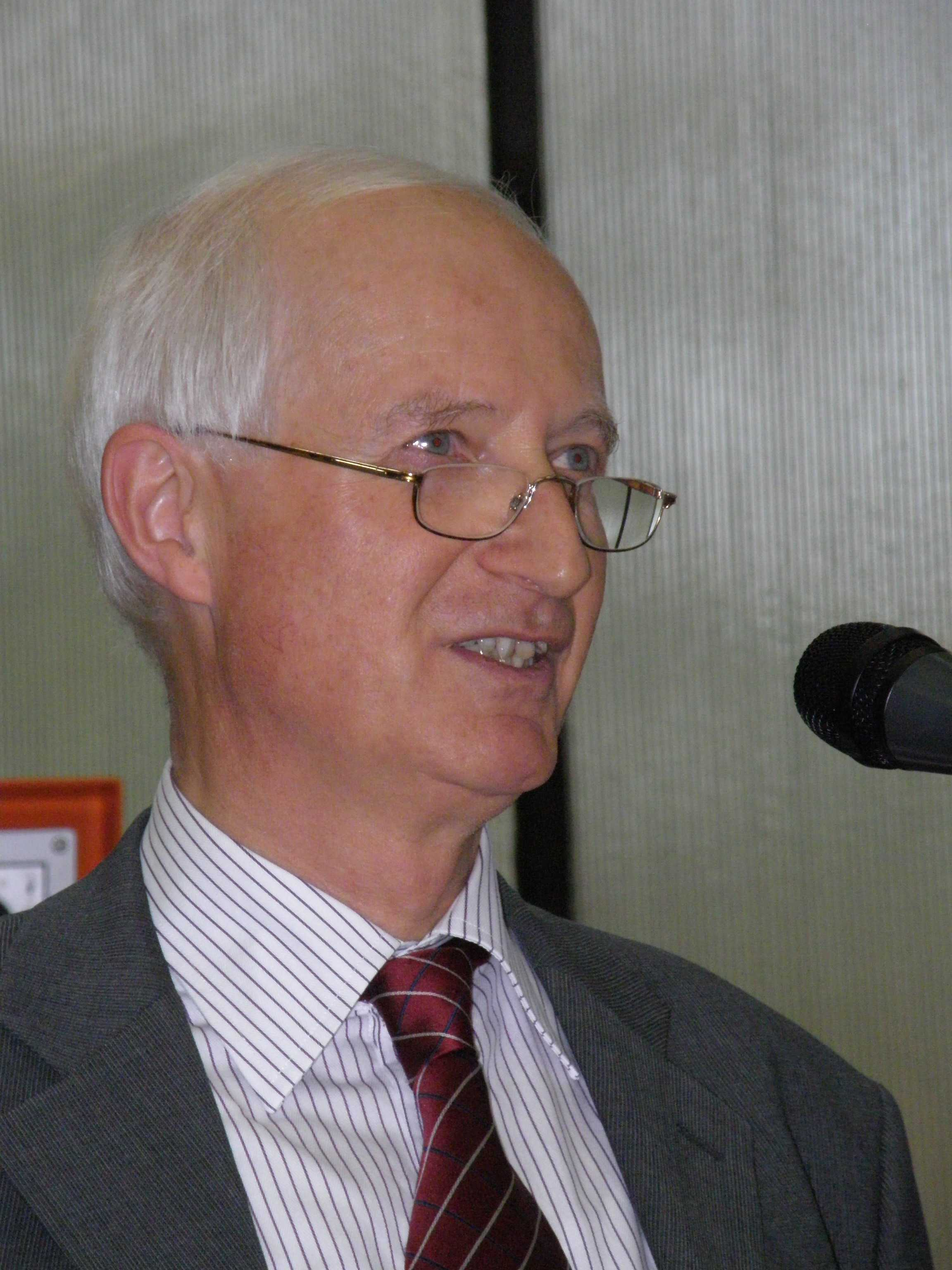
Manfred Wagner.

Manfred Hermann Wagner nació en 1948 y es el autor del modelo de Wagner y de la teoría de función de estrés molecular para reología de polímeros. Es profesor de ingeniería de polímeros y física de polímeros en la Universidad Técnica de Berlín.
El profesor Wagner nació en Stuttgart, Alemania en 1948, finalizó su doctorado en ingeniería química en el instituto de procesamiento de polímeros de la Universidad de Stuttgart, trabajó como post-doc en física de polímeros bajo la dirección de Joachim Meissner en el Eidgenössische Technische Hochschule en Zúrich y en la industria del plástico, en 1988 retornó a la universidad de Stuttgart como profesor de dinámica de fluidos y reología. En 1998-1999 fue decano de la facultad de ingeniería química e ingeniería cibernética en la universidad de Stuttgart. En 1999 se mudó a la universidad técnica de Berlín.
Su trabajo incluye ecuaciones constitutivas para polímeros fundidos, aplicación de la reología para procesamiento de polímeros y relaciones de las propiedades de polímeros con su estructura molecular. El foco de su trabajo en reología se encuentra en el estudio del comportamiento no linear elongacional y de corte de polímeros en estado fundido, tomando en cuenta los efectos de la polidispersidad, ramificaciones y aleaciones. Lo novedoso del trabajo del profesor Wagner deriva del tratamiento matemático aplicado y lo simple de la concepción de la estructura de la cadena polimérica.
Hasta 2006 ha publicado 100 artículos científicos. En 1981 recibió el premio anual de la British Society of Rheology. El Instituto de materiales de Londres lo premio en el 2002 con el Swinburne Award. Entre 1991 y 2003 fue presidente de la sociedad alemana de reología y desde 1996 es secretario de la sociedad europea de reología. 

## Artículos seleccionados
- Modeling non-Gaussian extensibility effects in elongation of nearly monodisperse polystyrene melts V.H. Rolon-Garrido, M. H. Wagner with C. Luap, T. Schweizer Journal of Rheology 50(3)27-340 May/June 2006
- "Quantitative prediction of transient and steady-state elongational viscosity of nearly monodisperse polystyrene melts, with S. Kheirandish and O. Hassager, Journal of Rheology, 49:1317-1327 (2005)"
- "Exponential shear flow of branched polyethylenes in rotational parallel-plate geometry, with V.-H. Rolon-Garrido, K. Chai Rheologica Acta, 45:164-173 (2005)" (enlace roto disponible en Internet Archive; véase el historial, la primera versión y la última).
- "Modeling strain hardening of polydisperse polystyrene melts by molecular stress function theory, with S. Kheirandish, K. Koyama, A. Nishioka, A. Minegishi and T. Takahsahi, Rheologica Acta, 44:235-243 (2005)" (enlace roto disponible en Internet Archive; véase el historial, la primera versión y la última).
- "Quantitative analysis of melt elongational behavior of LLDPE/LDPE blends, with S. Kheirandish and M. YamaguchiRheologica Acta, 44:198-218 (2005)" (enlace roto disponible en Internet Archive; véase el historial, la primera versión y la última).
- "Relating rheology and molecular structure of model branched polystyrene melts by molecular stress function theory, with J. Hepperle and H. Münstedt Journal of Rheology, 48:489-503(2004)"
- "Quantitative assessment of strain hardening of low-density polyethylene melts by the molecular stress function model, with M. Yamaguchi and M. Takahsahi Journal of Rheology, 47:779-793(2003)"
- "The molecular stress function model for polydisperse polymer melts with dissipative convective constraint release, with P. Rubio and H. Bastian, Journal of Rheology, 45:1387-1412(2003)"

- Datos: Q3709256